# Etna-Klasse
Die Etna-Klasse ist eine in Italien entworfene Klasse von Versorgungsschiffen. Sie besteht aus zwei Schiffen, von denen jeweils eines im Dienst der italienischen und griechischen Marine steht.

## Kapazität
Die beiden Einheiten Etna und Promithefs werden als „Logistische Mehrzweckunterstützungsschiffe“ bezeichnet, da sie nicht nur Flottenverbände auf hoher See mit Betriebsstoffen, Verbrauchsgütern, Proviant und Munition versorgen, sondern auch für Katastrophenschutz-Aufgaben vorgesehen sind und unter anderem über ein Bordkrankenhaus verfügen. Die Schiffe sind auch mit Einrichtungen ausgestattet, die die Aufnahme eines Stabes und damit die Führung von Flottenverbänden oder Katastrophenhilfseinsätzen erlauben.
Die Transportkapazität befläuft sich auf 5.400 Tonnen Schiffsdiesel, 1.500 m³ Kerosin, 30 Tonnen Schmieröl, 160 Tonnen Wasser, 30.000 Essensrationen, 20 Tonnen Ersatzteile und Platz für 85 zusätzliche Soldaten neben den 160 Besatzungsmitgliedern.

## Etna (A 5326)
Das Typschiff ist nach dem sizilianischen Vulkan Ätna benannt und das fünfte italienische Schiff mit diesem Namen. Es wurde am 3. Juni 1995 bei Fincantieri in Riva Trigoso bei Genua auf Kiel gelegt, der Stapellauf erfolgte am 12. Juli 1997, offiziell in Dienst gestellt wurde es am 29. Juli 1998. Heimathafen ist Tarent.
Die Etna-Klasse gilt als Weiterentwicklung der Stromboli-Klasse. Diese älteren Versorger werden ab 2021 von neuen Schiffen der Vulcano-Klasse ergänzt und dann abgelöst.

## Promithefs (A 374)
In Griechenland beschloss man Ende der 1990er Jahre, ein etwas modifiziertes Schiff dieses Typs bei Hellenic Shipyards in der Elefsis-Werft bei Chaidari in Lizenz bauen zu lassen. Benannt ist es nach Prometheus, einem helfenden Titanen der Griechischen Mythologie. Vom Stapel lief das Schiff am 19. Februar 2002, in Dienst gestellt wurde es am 8. Juli 2003.

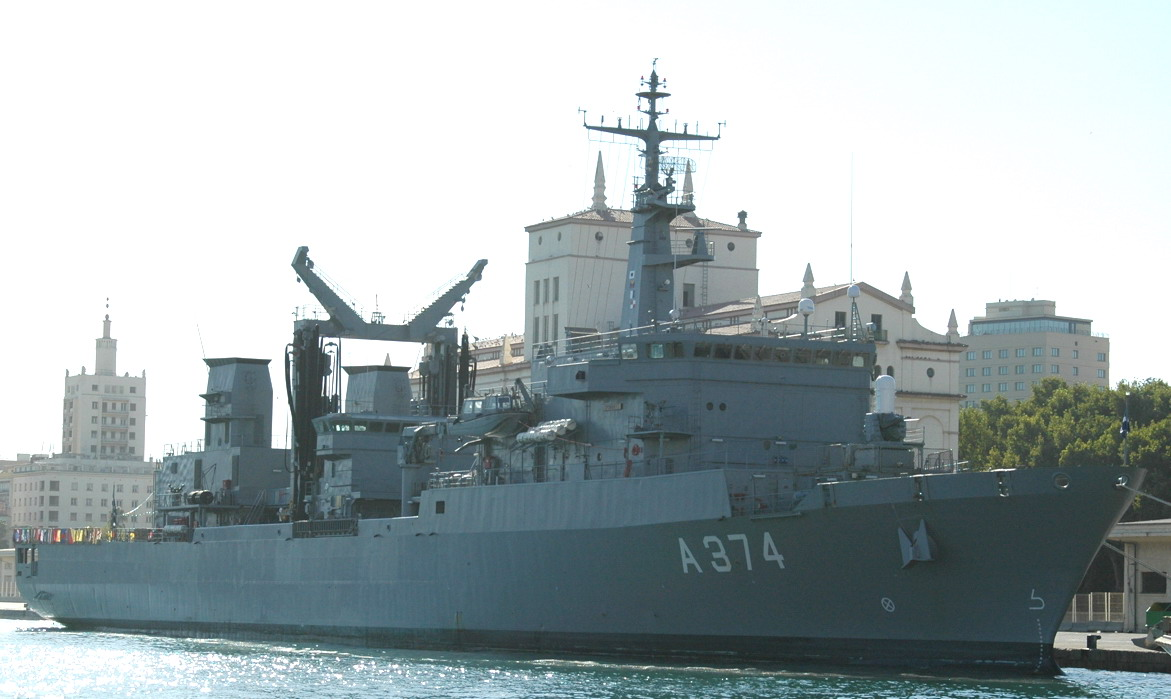
Promithefs (A 374) in Málaga
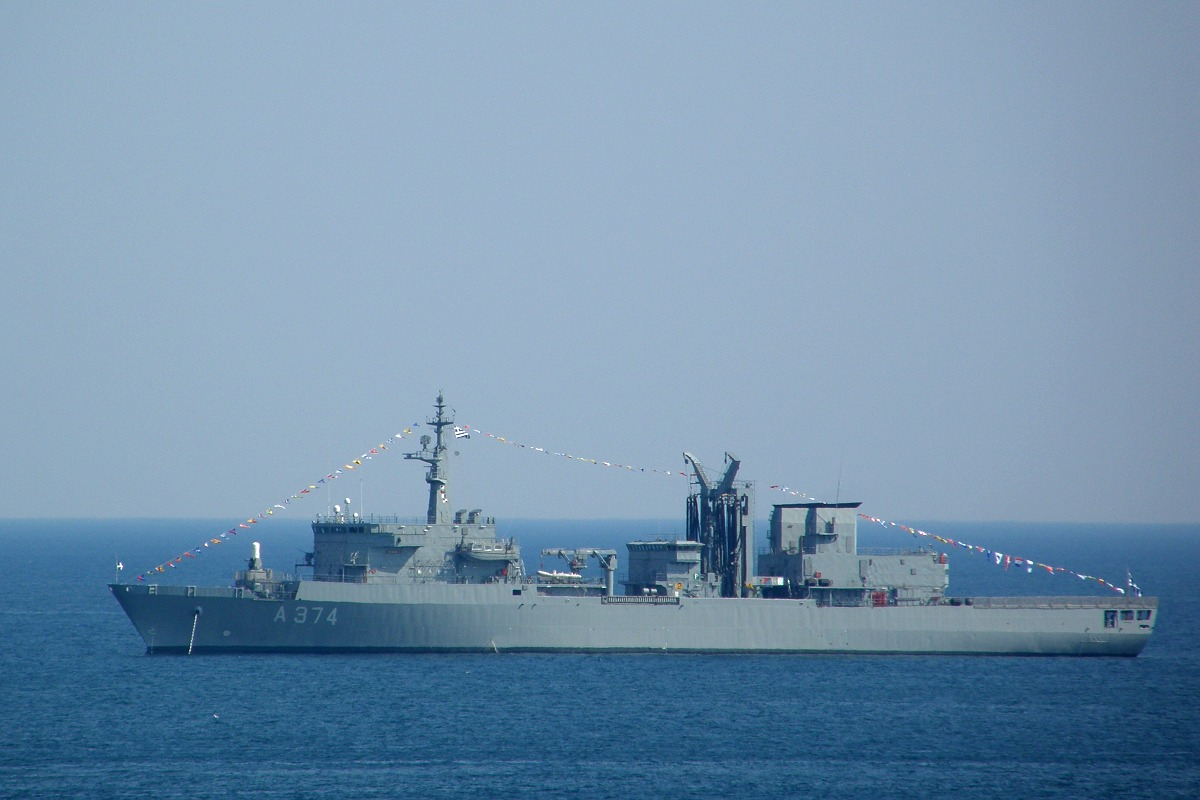
Promithefs (A 374)